# بوب ماثياس
روبرت بروس ماثياس (بالإنجليزية: Bob Mathias)‏ (17 نوفمبر 1930- 2 سبتمبر 2006) عداء سباق عشري أمريكي وحاصل على ميدالية ذهبية أولمبية لمرتين، وضابط في سلاح مشاة البحرية الأمريكية، وممثل، وعضو الكونغرس الأمريكي ممثلًا عن ولاية كاليفورنيا.

## الحياة السياسية
في الفترة بين عامي 1967 و1975، خدم ماثياس أربع فترات في مجلس النواب الأمريكي كنائب جمهوري يمثل شمال سان هواكين فالي في كاليفورنيا. (كانت هذه هي السنوات الثمانية نفسها التي خدم فيها رونالد ريغان لفترتين كحاكم لكاليفورنيا). هزم هارلان هاغن، الناشط في الحزب الديمقراطي مدة 14 عامًا، بنحو 11% في انتخابات عام 1966. لم يكن هذا مستغربًا للغاية لأن هذه المنطقة بدأت تبتعد عن جذورها الديمقراطية القائمة على الصفقة الجديدة.
أُعيد انتخاب ماثياس ثلاث مرات دون صعوبة كبيرة، ولكن في عام 1974، أُعيد رسم دائرته على نحو كبير في عملية إعادة تقسيم الدوائر الانتخابية في منتصف العقد. أُعيد ترقيم منطقته لتصبح الدائرة السابعة عشرة، وأخذ جزءًا كبيرًا من مدينة فريسنو مع فقدان العديد من المناطق الريفية. هُزم ماثياس بفارق ضئيل، في عملية إعادة انتخابه، على يد جون هانس كريبس، عضو مجلس مشرفي مقاطعة فريسنو. كان ماثياس واحدًا من العديد من الجمهوريين الذين انسحبوا في أعقاب فضيحة ووترغيت.
في الفترة منذ يونيو إلى أغسطس 1975، شغل ماثياس منصب نائب مدير الخدمة الانتقائية. شارك ماثياس أيضًا في الحملة الرئاسية لإعادة انتخاب جيرالد فورد سنة 1976، والتي باءت بالفشل.

## الوفاة
شُخص بوب ماثياس بالسرطان سنة 1996، وتوفي نتيجة لذلك في فريسنو بكاليفورنيا في 2 سبتمبر 2006 عن عمر 75 سنة. دُفن في مقبرة تولاري في تولاري، كاليفورنيا. عاش من بعده كل من زوجته غوين، وبناته روميل، ميغان، ماريسا، وبنات زوجته أليس ألكسندر، وصن راينر، وأخويه يوجين وجيم، واخته باتريسيا غيريرو.

## فيلموغرافيا
| السنة | اسم الفيلم                     | الدور          | ملاحظات       |
| 1954  | ذا بوب ماثيس ستوري             | بوب ماثيس      |               |
| 1958  | تشاينا دول                     | كابتن فيل جيتس |               |
| 1960  | مينوتور، ذا ويلد بيست أوف كريت | ثيسيوس         |               |
| 1962  | إت هابند إن أثينا              | المدرب جراهام  | (آخر فيلم له) |

## التعليم
تعلم في جامعة ستانفورد.

## الخدمة العسكرية
خدم في قوات مشاة بحرية الولايات المتحدة.

## روابط خارجية
- بوب ماثياس على موقع IMDb (الإنجليزية)
- بوب ماثياس على موقع الموسوعة البريطانية (الإنجليزية)
- بوب ماثياس على موقع مونزينجر (الألمانية)
- بوب ماثياس على موقع أول موفي (الإنجليزية)
- بوب ماثياس على موقع إن إن دي بي (الإنجليزية)
- بوب ماثياس على موقع قاعدة بيانات الفيلم (الإنجليزية)
- بوب ماثياس على موقع الاتحاد الدولي لألعاب القوى (الإنجليزية)
- بوب ماثياس على موقع الاتحاد الأمريكي لسباقات المضمار والميدان، قاعة المشاهير (الإنجليزية)
- بوب ماثياس على موقع اللجنة الأولمبية الدولية (الإنجليزية)
- بوب ماثياس على موقع أوليمبيديا (الإنجليزية)
- بوب ماثياس على موقع اللجنة الأولمبية والبارالمبية الأمريكية (الإنجليزية)
- بوب ماثياس على موقع قاعة كاليفورنيا للمشاهير الرياضية (الإنجليزية)